# 圣费尔拉蒙塔涅
圣费尔拉蒙塔涅（法語：Sainte-Feyre-la-Montagne，法語發音：[sɛ̃t fɛʁ la mɔ̃taɲ]）是法国克勒兹省的一个市镇，位于该省东南部，属于欧比松区。

## 地理
圣费尔拉蒙塔涅（45°53'55"N, 2°13'57"E）面积6.84 平方千米，位于法国新阿基坦大区克勒兹省，该省份为法国中部省份，位于法國中央高原西北部，北起安德尔省和谢尔省，西接维埃纳省，南至科雷兹省，东临多姆山省，东北与阿列省接壤。
与圣费尔拉蒙塔涅接壤的市镇（或旧市镇、城区）包括：穆捷罗泽耶、内乌、圣弗里翁。

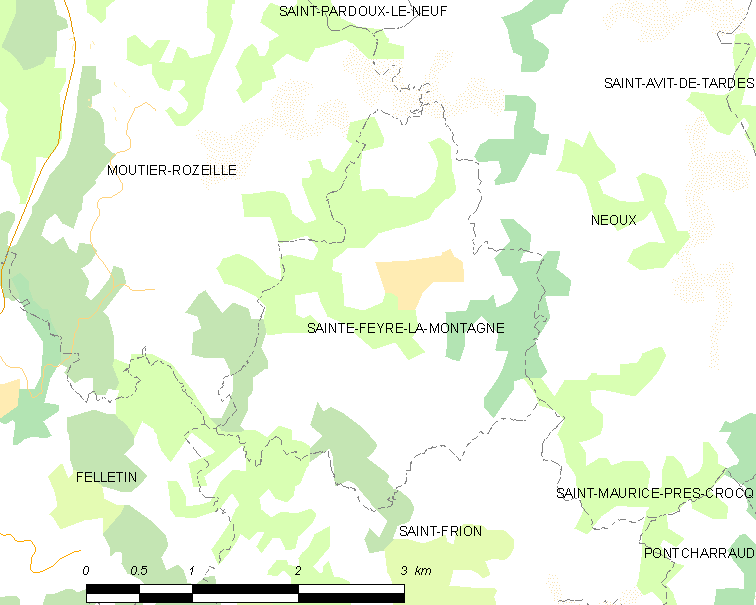
圣费尔拉蒙塔涅的OSM定位图

圣费尔拉蒙塔涅的时区为UTC+01:00、UTC+02:00（夏令时）。

## 行政
圣费尔拉蒙塔涅的邮政编码为23500，INSEE市镇编码为23194。

## 政治
圣费尔拉蒙塔涅所属的省级选区为费勒坦县。

## 人口

1962-2008年间圣费尔拉蒙塔涅人口变化图示

圣费尔拉蒙塔涅于2022年1月1日时的人口数量为120人。